# 佐久鯉

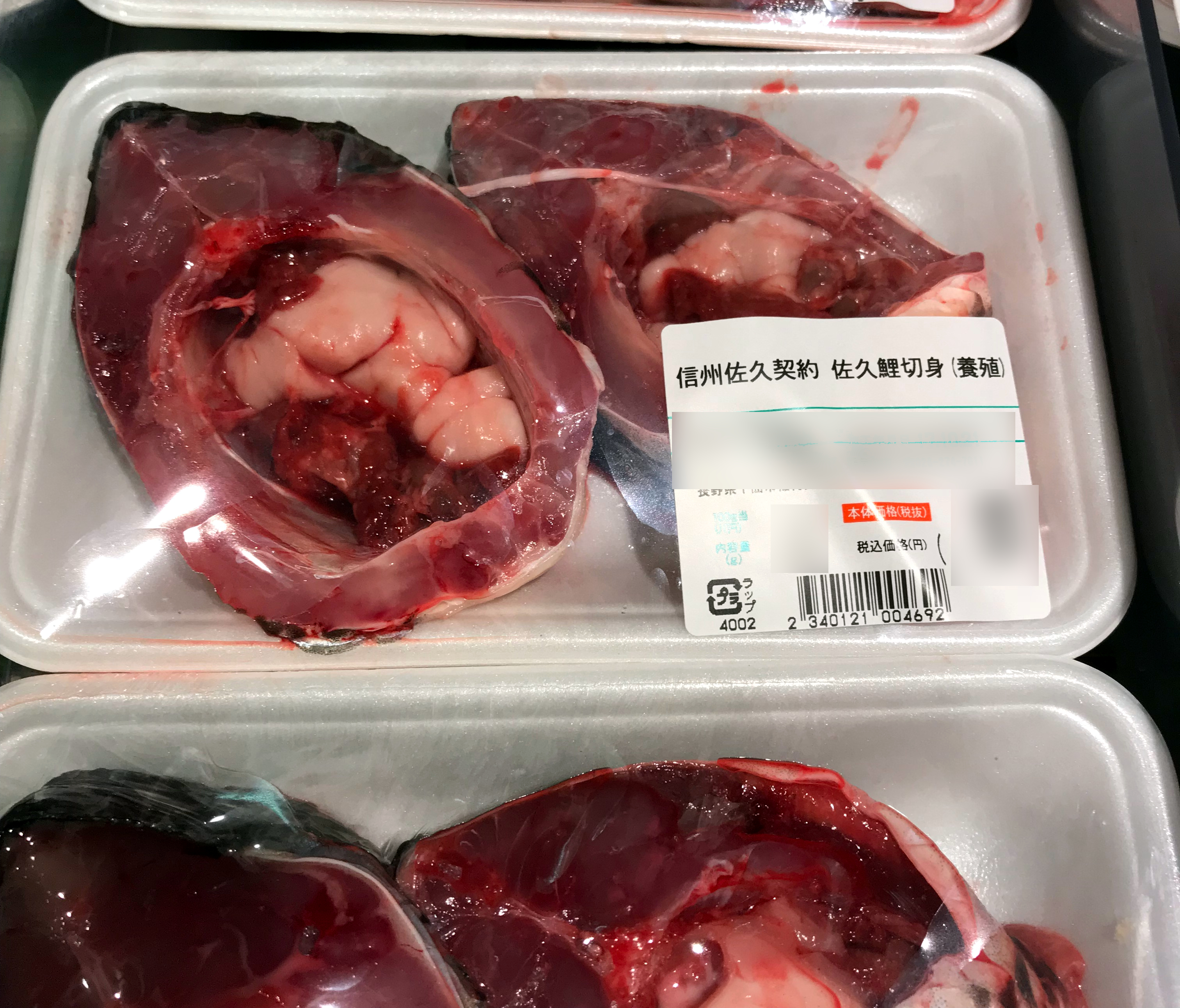
筒切りで販売されるコイの一例。

佐久鯉（さくごい）は長野県佐久市の近郊で養殖されたコイの名産品。「佐久鯉」は佐久養殖漁協が商標権を管理する地域団体商標である。

## 佐久鯉について
佐久鯉の由来については、中込説、桜井説、野沢説の3つの説がある。中込説は文禄年間に下中込村（現・佐久市中込地区）で野生のコイを飼育するようになったとする説である。しかし、有力な説は桜井説と野沢説である。桜井説は、旧桜井村で呉服商を営んでいた臼田丹右衛門が大阪から淀鯉を持ち帰ったという説である。一方、野沢説は、岩村田藩藩主の内藤正縄が文政8年（1825年）、大阪御番頭勤役の在番中、藩の窮乏する財政を援助してくれた礼物として、旧野沢村の豪農・並木七左衛門に淀鯉を「珍魚」として贈ったという説である。ただし、桜井説と野沢説は対立するものではなく、桜井村で導入された後、藩主が淀鯉を与えて佐久地方に養鯉が定着したとされる。
明治39年（1906年）、長野県はドイツゴイを水産講習所より導入し、佐久鯉との交配試験を旧野沢町に委託して佐久鯉との交配が行われた。
八ヶ岳、秩父山系等を水源とする河川及び伏流水で養殖されるコイで、専用の養殖池のほか湛水期の水田や農業用の潅漑池が養殖地として利用される。水温が低いため食用に適する 30cm 程度の大きさに育つには当歳魚稚魚から3年から4年程度必要で有るため、泥臭さが少なく身の締まった食味が特徴となる。
高度経済成長期以降から1990年代にかけては養鯉転換期と呼ばれており、養鯉の専業化が進む一方で、佐久地方におけるコイの消費量は減少したが、茨城県や群馬県で養殖されたコイが佐久地方に流入するようになった。
2000年代には養鯉業の再編が進み、佐久の伝統的な養鯉を復活させる動きも出て、2008年（平成20年）には「佐久鯉」が地域団体商標として登録された。

## 佐久鯉の歴史と文化
コイ料理は平安時代の文献にも登場し古くから貴重な動物性蛋白源として利用されていた。特に、海から遠い信州佐久では海産魚類の入手が難しく、日本海から信濃川に遡上するサケも下流、中流域で捕獲され尽くし、千曲川上流の佐久では漁獲が殆ど無い。そのため淡水魚のコイは祭礼や祝儀用食材として重用されていた。1886年のドイツ鯉移入以前は在来種の養殖が行われていた。
- 1592年から（文禄年間～） 野鯉養殖を試みる者ありとの言い伝え（文献等一切不明）。
- 1715年（正徳5年） 佐久の小須田家「鯉見帳」に祝物として鯉六疋が贈られたとあり。
- 1716～35年（享保年間） このころ佐久市中込地方で利根川などの鯉を移植したとの伝承あり（文献等一切不明）。
- 1746年（延享3年） 篠澤家文書に伊勢神宮神官福嶋鳥羽太夫を招いて鯉こくを提供した献立記録。
- 1772年（安永年間頃） 塚原の池田家が活魚輸送、魚卵移動など行った伝承（資料等一切不明）
- 1781年（天明元年） 桜井の臼田丹右衛門が淀川の鯉を飼育との伝承
- 1817年（文化14） 上塚原など28名が「鯉魚育方議定書」を作る。
- 1818年（文政元年） 田野口藩「鯉飼池之義御触請印帳」、桜井村「旧夫銭帖」に鯉七本の記録。
- 1819年（文政2） 池田新田源太郎ら佃屋と「一括販売の契約」結ぶ。
- 1824年（文政7） 野沢の並木七左衛門が岩村田藩主より珍魚を賜る。
- 1830～天保年間） 臼田丹衛門の大福帳に鯉価格等の記録。
- 1832年（天保3年） 志賀村芳幅池へ鯉放流の記録。
- 1833年（天保4年） 桜井村鯉餌購入したというが天保14年説もあり。
- 1842年（天保13年） 跡部村茂原猪六養鯉日記。
- 1844年～（弘化年間） 浅沼太十郎屋敷裏稲田で養鯉。
- 1846年（弘化3年） 望月本陣文書に「鯉上物」
- 1850年（嘉永3年） 跡部村「村定請印帳」に稲田養鯉盗難対策。
- 1852年（嘉永5年） 野沢並木家日記に鯉料理。
- 1857年（安政4年） 猪六日記に鯉料理。
- 1875年（明治8年） 中込、野沢の鯉が県外にも販売される。
- 1877年（明治10年） 佐久の若者が郡外で養鯉。
- 1879年（明治30年） 吾郷桜井之鯉魚養殖之図が柳澤文真により制作される。同じ頃、桜井稲田鯉が内国勧業博覧会へ出品受賞。
- 1886年（明治37年） ドイツ鯉が日本に移入される[7]。
- 1920年（大正9年） 野沢町産業組合誕生。
- 1924年（大正13年） 佐久養鯉組合誕生。
- 1925年（大正14年） 佐久鯉加工工場設置。
- 1928年（昭和3年） 鯉の軍用販路進む。
- 1940年（昭和15年） 鯉稚魚10万匹を支那へ送る。
- 1943年（昭和18年） 長野県水産試験場南佐久採苗場設置。
- 1954年（昭和29年） 五郎兵衛新田大池で採苗試験。
- 1962年（昭和37年） 長野県養鯉生産が日本一になる。
- 1965年（昭和40年） 長野県統計書から稲田養鯉の項姿消す。
- 1966年（昭和41年） 佐久鯉図柄の切手が発行される。
- 2004年（平成15年）佐久地方にコイヘルペスウイルスが入り、鯉全滅に近い被害[8]。

## 佐久鯉誕生の日
佐久市の老舗宿泊施設・佐久ホテルが1月6日を佐久鯉誕生の日に制定。延享3年（1746年）1月6日、伊勢神宮に鯉料理が献上されたといい、これを佐久鯉の最古の記録として、日本記念日協会が認定した。